# Wadi Al Safa
Wadi Al Safa (in arabo وادي الصفا ‎?) è una comunità dell'Emirato di Dubai, negli Emirati Arabi Uniti. Si trova nel Settore 6 nella zona centrale di Dubai.

## Territorio
Il territorio della comunità occupa una superficie di 80,1 km² nella zona centrale di Dubai.
Wadi Al Safa è suddivisa in sei comunità:
- Wadi Al Safa 2 (codice comunità 643), a nord-est;
- Wadi Al Safa 3 (codice comunità 645), a nord;
- Wadi Al Safa 4 (codice comunità 646), al centro;
- Wadi Al Safa 5 (codice comunità 648), a sud-est;
- Wadi Al Safa 6 (codice comunità 664), detta anche Arabian Ranches a sud-ovest;
- Wadi Al Safa 7 (codice comunità 665), a sud-ovest.

A parte la comunità di Wadi Al Safa 3 che si trova a nord della Sheikh Mohammed Bin Zayed Road (E 311), tutte le altre comunità si trovano tra la Sheikh Mohammed Bin Zayed Road a nord e la Emirates Road (E 611) a sud , mentre a est sono delimitate dalla Dubai Al Ain Road (D 66) e a ovest dalla Al Qudra Street (D 63).
Questa è una comunità principalmente residenziale con edifici e ville di buon livello, anche se non mancano zone non abitate o dedicate a riserve naturali, in particolare nella comunità di Wadi Al Safa 3. L'area fornisce un buon livello di servizi, anche se non ben equamente distribuiti fra le varie comunità, che comprendono: scuole per i vari livelli di età, aree per il tempo libero, centri commerciali per lo shopping, ristoranti, moschee e presidi sanitari.
Fra i principali punti di riferimento della comunità ci sono:
- il complesso residenziale di lusso Falcon City of Wonders, in Wadi Al Safa 2;[6]
- il complesso residenziale popolare di Liwan,  in Wadi Al Safa 2;[7]
- il complesso residenziale Meydan South Villas, in Wadi Al Safa 3;
- il complesso residenziale di The Villa,  in Wadi Al Safa 5;[8]
- il vasto complesso Arabian Ranches,  in Wadi Al Safa 6. Comprende:[9]
  - 15 blocchi di ville ispirate a diversi stili architettonici: dal classico al modermo, dallo spagnolo all'orientale, al mediterraneo;
  - Arabian Ranches Golf Club, un campo da golf di circa 6.500 m² con 18 buche e 72 Par, progettatdo da Ian Baker-Finch;[10]
  - centro commerciale Arabian Ranches Community Centre;
  - moschea Al Rahman;
- la moschea Al Shakoor in Wadi Al Safa 7;
- il circolo sportivo Al Habtoor Polo Club in Wadi Al Safa 5;[11]
- il parco di divertimento di Global Village, in Wadi Al Safa 4;[12]
- il centro commerciale The Ranches Souk in Wadi Al Safa 7;[13]
- la scuola GEMS Firstpoint School, Wadi Al Safa 5;[14]
- la clinica Mediclinic Arabian Ranches, Wadi Al Safa 6.[15]

L'area non è servita dalla metropolitana le cui fermate più vicine sono quella della Linea Rossa che si trovano lungo la Sheikh Zayed Road, quindi molto distanti..
Vi sono alcune linee di superficie che servono la comunità, ma in modo non molto diffuso, collegando solo le aree più popolate di Arabian Ranches e Global Village con le comunità vicine.